# Avanti Communications
Avanti Communications Group plc é uma empresa britânica pioneira na aplicação de satélite com tecnologia em banda Ka na Europa. O primeiro satélite da Avanti, o HYLAS 1, lançado no dia 26 de novembro de 2010, faz cobertura de duas vias em toda a Europa. O HYLAS 2 foi lançado no dia 2 de agosto de 2012 para estender a cobertura para o Oriente Médio e África. O HYLAS 3 foi lançado no dia 6 de agosto de 2019 para estender a cobertura para o Oriente Médio e África.

## Satélites
| Satélite | Fabricante                               | Data do lançamento     | Veiculo de lançamento | Estado | Nota                          |
| -------- | ---------------------------------------- | ---------------------- | --------------------- | ------ | ----------------------------- |
| HYLAS 1  | EADS Astrium ANTRIX/ISRO                 | 26 de novembro de 2010 | Ariane 5 ECA          | Ativo  | [ 2 ]                         |
| HYLAS 2  | Orbital Sciences Corporation             | 2 de agosto de 2012    | Ariane 5 ECA          | Ativo  | [ 3 ]                         |
| HYLAS 2B | Airbus Defence and Space                 | 22 de março de 2014    | Ariane 5 ECA          | Ativo  | Também conhecido por Astra 5B |
| HYLAS 3  | Airbus Defence and Space OHB-System GmbH | 6 de agosto de 2019    | Ariane 5 ECA          | Ativo  | Também conhecido por EDRS C   |
| HYLAS 4  | Orbital Sciences Corporation             | 5 de abril de 2018     | Ariane 5 ECA          | Ativo  | [ 6 ]                         |